# Hanebo landskommun
Hanebo landskommun var en tidigare kommun i Gävleborgs län. Centralort var Kilafors och kommunkod 1952–73 var 2118.

## Administrativ historik
Hanebo landskommun inrättades den 1 januari 1863 i Hanebo socken i Hälsingland när 1862 års kommunalförordningar trädde i kraft.
Vid kommunreformen 1952 bildade den "storkommun" genom sammanläggning med grannkommunen Segersta.
Den 1 januari 1961 överfördes från Bollnäs stad och församling till Hanebo landskommun och Segersta församling ett område med 2 invånare och omfattande en areal av 0,17 km², varav allt land, samt ett område omfattande en areal av 0,41 km², varav allt land, till Hanebo landskommun och Hanebo församling. Invånarna i det sistnämnda området var redan förut kyrkoskrivna i Hanebo församling.
Den 1 januari 1971 infördes enhetlig kommuntyp och Hanebo landskommun ombildades därmed, utan någon territoriell förändring, till Hanebo kommun. Tre år senare blev dock kommunen en del av Bollnäs kommun.

### Kyrklig tillhörighet
I kyrkligt hänseende tillhörde landskommunen Hanebo församling. Den 1 januari 1952 tillkom Segersta församling.

## Kommunvapen
Hanebo landskommun förde inte något vapen.

## Geografi
Hanebo landskommun omfattade den 1 januari 1952 en areal av 440,65 km², varav 392,90 km² land. Efter nymätningar och arealberäkningar samt områdesöverföringar färdiga den 1 januari 1961 omfattade landskommunen samma datum en areal av 424,98 km², varav 380,37 km² land.

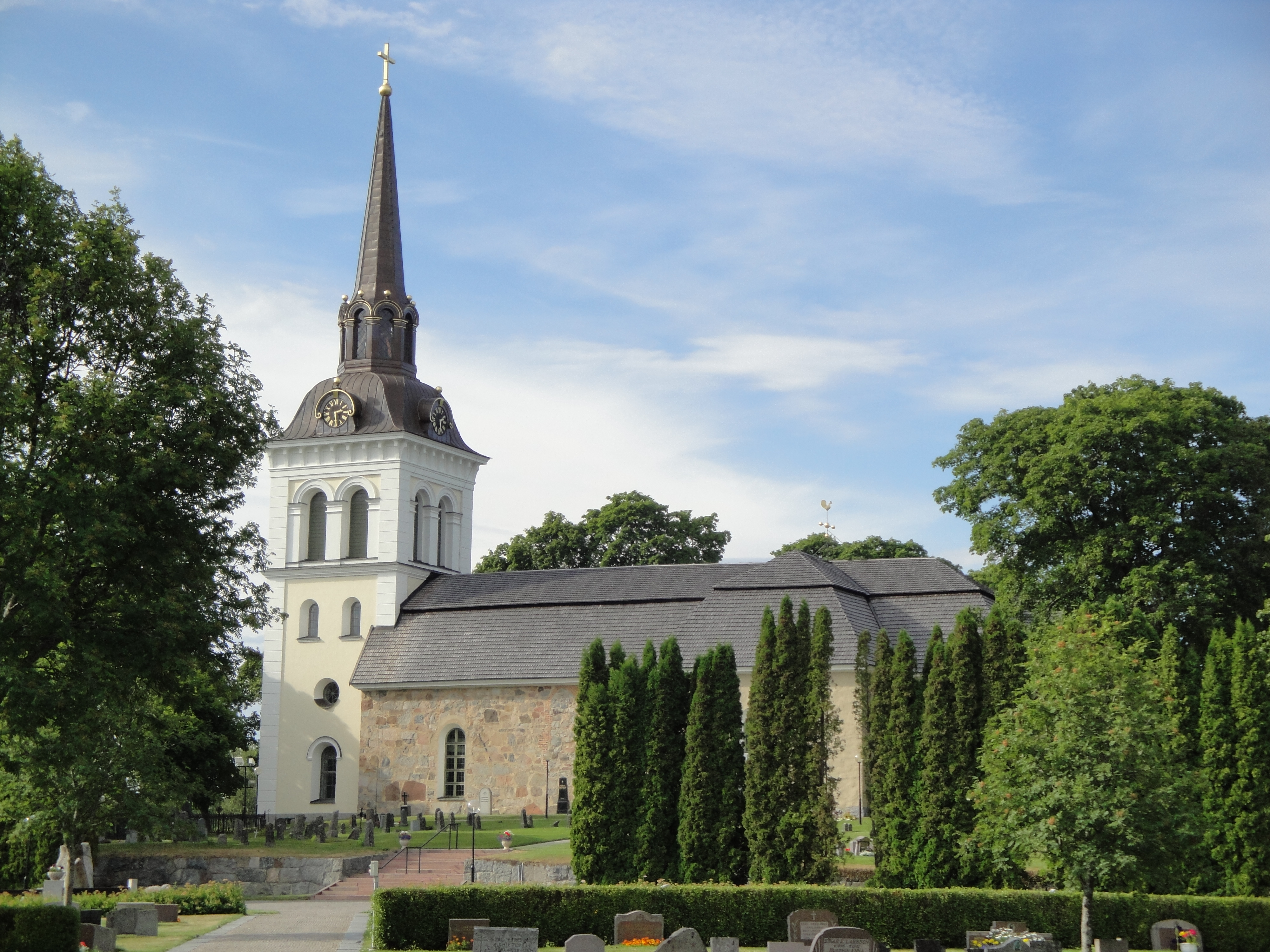
Hanebo kyrka.

### Tätorter i kommunen 1960
| Tätort   | Folkmängd |
| -------- | --------- |
| Kilafors | 871       |
| Sibo     | 478       |

Tätortsgraden i kommunen var den 1 november 1960 28,5 procent.

## Politik

### Mandatfördelning i valen 1938-1970
| 3 | 15 | 5 | 2 |

| 23 |

| 2 | 16 | 5 | 2 |

| 22 |

| 4 | 12 | 6 | 3 |

| 21 | 4 |

| 5 | 22 | 9 | 4 |

| 33 | 7 |

| 5 | 21 | 8 | 5 |  |

| 32 | 8 |

| 3 | 19 | 8 | 4 |  |

| 27 | 8 |

| 3 | 18 | 9 | 4 |  |

| 28 | 7 |

| 4 | 16 | 10 | 3 | 2 |

| 28 | 7 |

| 3 | 17 | 11 | 3 |  |

| 24 | 11 |

### Fotnoter
1. ↑  Per Andersson: Sveriges kommunindelning 1863-1993, Draking, Mjölby 1993, ISBN 91-87784-05-X, s. 88
2. 1 2   ( PDF) Folkräkningen den 1 november 1960, I, Folkmängd inom kommuner och församlingar efter kön, ålder, civilstånd m.m.. Stockholm: Statistiska centralbyrån. 1961. sid. 54 & 203-204. Arkiverad från originalet den 15 juli 2015. https://www.webcitation.org/6a1zkRbkC?url=http://www.scb.se/Grupp/Hitta_statistik/Historisk_statistik/_Dokument/SOS/Folkrakningen_1960_01.pdf. Läst 16 november 2017 Arkiverad 14 oktober 2013 hämtat från the Wayback Machine.
3. ↑   (PDF) Folkräkningen den 31 december 1950, I, Areal och folkmängd inom särskilda förvaltningsområden m.m., Tätorter. Stockholm: Statistiska centralbyrån. 1952-05-19. sid. 104. Arkiverad från originalet den 1 oktober 2014. https://www.webcitation.org/6T09ZkyrB?url=http://www.scb.se/Grupp/Hitta_statistik/Historisk_statistik/_Dokument/SOS/Folkrakningen_1950_1.pdf. Läst 9 oktober 2014 Arkiverad 29 oktober 2013 hämtat från the Wayback Machine.
4. ↑   ( PDF) Folkräkningen den 1 november 1960, II, Folkmängd inom tätorter efter kön, ålder och civilstånd.. Stockholm: Statistiska centralbyrån. 1961. sid. 26. Arkiverad från originalet den 29 juni 2015. https://www.webcitation.org/6ZeEB9Ija?url=http://www.scb.se/Grupp/Hitta_statistik/Historisk_statistik/_Dokument/SOS/Folkrakningen_1960_02.pdf. Läst 16 november 2017 Arkiverad 24 september 2015 hämtat från the Wayback Machine.